# Fi Sagittarii
Fi Sagittarii (φ Sgr / 27 Sagittarii / HD 173300) es una estrella en la constelación de Sagitario.
De magnitud aparente +3,17, es el noveno punto más brillante en su constelación.
Junto a Nunki (σ Sagittarii), Askella (ζ Sagittarii) y τ Sagittarii, formaba una parte de la mansión lunar árabe Al Naʽām o Al Naʽāïm al Ṣādirah.

## Características
Fi Sagittarii es una estrella blanco-azulada de tipo espectral B8 catalogada como gigante o subgigante.
Tiene una temperatura efectiva de 12.100 K —13.490 K según otra fuente— y brilla con una luminosidad 475 veces superior a la luminosidad solar, incluyendo la radiación emitida como luz ultravioleta.
La medida de su diámetro angular —0,567 milisegundos de arco— permite calcular su radio, 4,7 veces más grande que el del Sol, cifra que concuerda con la obtenida a partir de su temperatura y luminosidad.
Su velocidad de rotación proyectada es de 35 km/s, si bien dicha cifra sólo es un límite inferior, pues el valor real depende de la inclinación de su eje de rotación.
Posee una masa entre 4 y 4,2 masas solares y su edad se estima en 165 millones de años.
Fi Sagittarii se encuentra a 239 años luz del sistema solar.
Hace dos millones de años estuvo a sólo 152 años luz, alcanzando su brillo entonces magnitud +2,19.